# Dichotomosiphonaceae
Dichtomosiphonaceae es una familia monotípica de algas, perteneciente al orden Bryopsidales.
Su único género Dichotomosiphon tiene las siguientes especies:
Géneros incluidos (según AlgaeBASE:
- Avrainvillea,
- Cladocephalus,
- Dichotomosiphon

## Especies deDichotomosiphon[2]
- Dichotomosiphon marinus
- Dichotomosiphon salinus
- Dichotomosiphon tuberosus